# Ayoreo
Gli ayoreo (ayoreode, ayoréo, ayoréode) sono un gruppo etnico nativo del Gran Chaco, in un'area tra i fiumi Paraguay, Pilcomayo, Parapetí e Grande che si estendono tra la Bolivia e il Paraguay. Parlano la lingua ayoreo, classificata nella famiglia delle lingue zamuco.
Gli ayoreo si sostengono con la caccia e l'agricoltura, a seconda della stagione dell'anno.
Sono suddivisi in diversi sottogruppi. Molti di loro sono stati costretti ad uscire dalla foresta fin dagli anni '70, mentre altri gruppi continuano a vivere senza alcun contatto con l'esterno. In particolare, gli ayoreo-totobiegosode sono l'unica tribù incontattata del Sud America ad essere sopravvissuta al di fuori del bacino amazzonico.
In Bolivia, gli ayoreo sono rappresentati dall'organizzazione CANOB (Central Ayoreo Nativo del Oriente Boliviano). Nel 2002, anche in Paraguay nasce una fondazione per gli ayoreo, UNAP (Unión Nativa Ayoreo del Paraguay).

## Problemi attuali
Negli ultimi anni, i latifondisti hanno invaso e distrutto gran parte della terra degli ayoreo totobiegosode, per fare spazio ad allevamenti di bestiame. 
La legge e la costituzione del Paraguay riconoscono il diritto dei popoli indigeni alla proprietà delle terre tradizionali. Da più di vent'anni gli ayoreo rivendicano una parte del loro territorio ancestrale ma le pressioni esercitate dai latifondisti hanno finora impedito l'assegnazione. Alcune compagnie hanno già distrutto vaste porzioni della foresta; secondo uno studio dell'Università del Maryland, il Chaco paraguaiano — ultima dimora degli ayoreo incontattati — è devastato dal tasso di deforestazione più alto al mondo.
Nel luglio 2012, alcune immagini satellitari diffuse dall'organizzazione Survival International hanno svelato che la società Carlos Casado SA, controllata dal Gruppo San José, sta disboscando proprio nel cuore del territorio rivendicato dagli ayoreo. Nell'area abitano molti totobiegosode incontattati, estremamente vulnerabili ad ogni contatto indesiderato con l'esterno. 
Survival, il movimento mondiale per i diritti dei popoli indigeni, sostiene da anni le rivendicazione degli ayoreo e ha chiesto agli investitori del Gruppo San Josè di disinvestire dalla società come segno di protesta .
Nel settembre 2013, inoltre, nuove immagini satellitari hanno confermato che la compagnia brasiliana Yaguareté Porã, produttrice di carne, sta distruggendo le foreste abitate dagli ayoreo incontattati per allevare bestiame destinato al mercato europeo. Survival International ha dichiarato di aver scritto alla Commissione Europea per sollecitare un'indagine sulle importazioni di carne prodotta dalla compagnia.